# Heliconius antiochus
Espèce
Heliconius antiochus est une espèce de lépidoptère appartenant à la famille des Nymphalidae, à la sous-famille des Heliconiinae et au genre Heliconius.

## Description
C'est un papillon aux ailes allongées et arrondies de couleur marron à bleu sombre suivant les sous-espèces avec une ornementation de deux bandes blanches parallèles aux ailes antérieures ce qui sépare l'apex puis une large bande puis la partie basale. Les ailes postérieures sont marron ou bleu sombre  suffusées d'orange ou même rouge vif.

## Biologie

### Plantes hôtes
Les plantes hôtes sont des Passiflora dont Passiflora Astrophea .

## Écologie et distribution
Il réside en Guyane, Guyana, Surinam Colombie, Bolivie, Venezuela, au Brésil et au Pérou,.

### Biotope
Il réside dans la forêt tropicale.

## Systématique
L'espèce Heliconius antiochus a été décrite par le naturaliste suédois Carl von Linné en 1767 sous le nom de Papilio antiochus.

### Synonymie
- Papilio antiochus Linné, 1767 Protonyme
- Heliconius zobeide (Butler, 1869)
- Heliconius antiochus ab. divisus (Staudinger, 1897)
- Heliconius antiochus ab. alba (Riffarth, 1900)
- Heliconius antiochus alba ab. trimaculata (Krüger, 1933)

### Nom vernaculaire
Heliconius antiochus se nomme Antiochus Longwing en anglais.

### Taxinomie
Sous-espèces
- Heliconius antiochus antiochus (Linnaeus, 1767) présent en Guyane, au Surinam, en Colombie, en Bolivie, au Brésil et au Pérou
- Heliconius antiochus alba (Riffarth)
- Heliconius antiochus aranea (Fabricius, 1793)
- Heliconius antiochus araneides Staudinger, 1897; présent au Venezuela.
- Heliconius antiochus salvinii Dewitz; présent au Venezuela[2],[3]